# Otmíče (hradiště)
Otmíče jsou pravěké a snad i raně středověké hradiště u Otmíčů v okrese Beroun ve Středočeském kraji. Nachází se na vrcholové části Otmíčské hory, na jejíž západní části byla vyhlášena stejnojmenná přírodní památka. Samotné hradiště je chráněno jako kulturní památka.

## Historie
Lokalitu poprvé popsal a zakreslil archeolog Břetislav Jelínek. Další povrchové sběry provedl Jan Axamit a malý archeologický výzkum zde v letech 1952–1953 uskutečnil Josef Maličký. Během výzkumů byly získány nálezy z eneolitu, doby halštatské a ze střední až mladší doby hradištní. Vzhledem ke složitosti lokality není jasné, kdy hradiště vzniklo. Nejstarší ohrazení nebo opevnění mohlo být postaveno už v eneolitu. V době halštatské na místě stávalo tehdejší panské sídlo označované jako Herrensitz, ale mohlo se zde nacházet i hradiště. V raném středověku mohlo být starší hradiště pouze nově osídleno, nebo obnoveno a určitým způsobem upraveno. Zároveň je raně středověká fáze opevněného hradiště málo pravděpodobná, protože ve stejné době existovalo blízké hradiště v Lochovicích.

## Stavební podoba

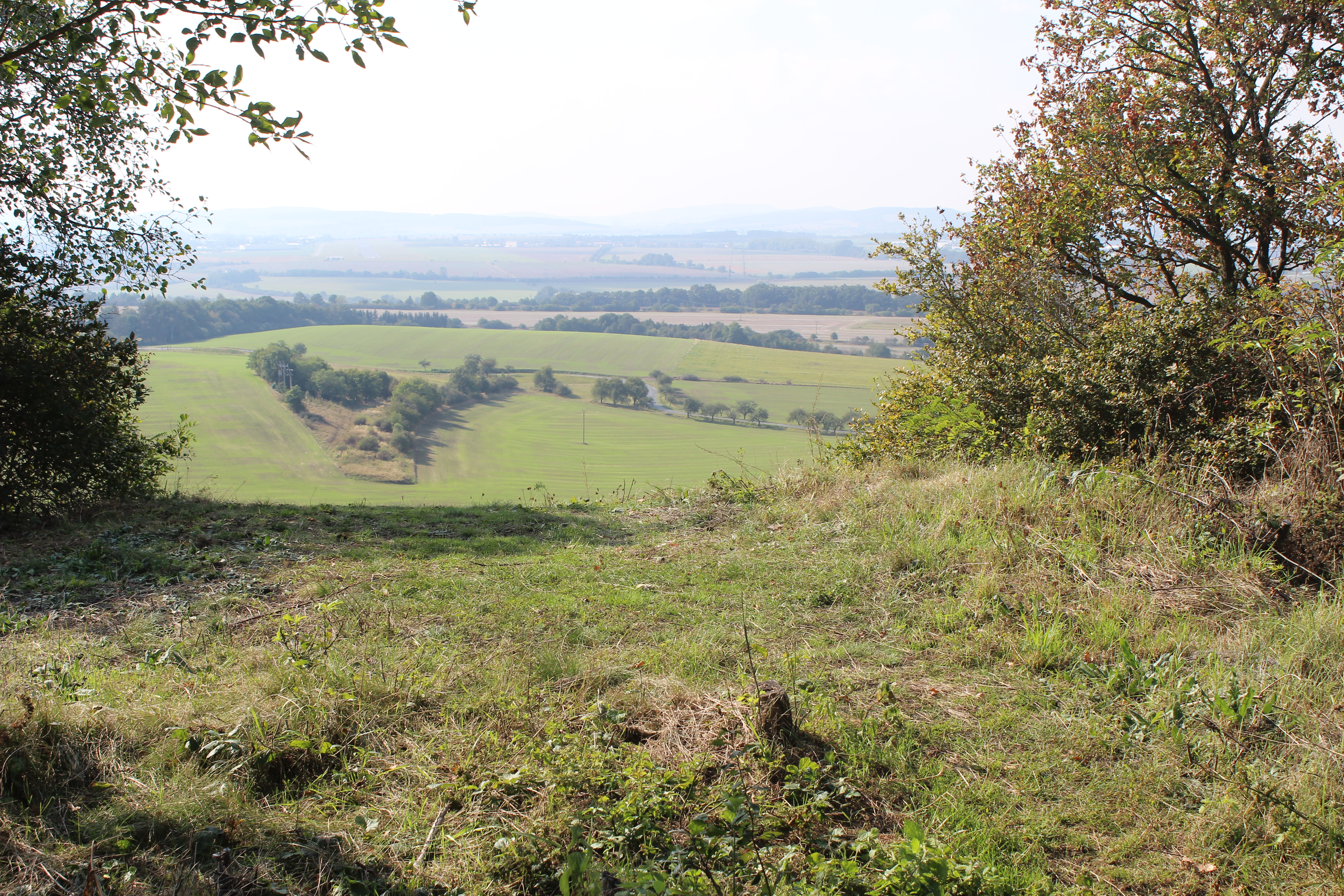
Vrchol Otmíčské hory

Hradiště s rozlohou 2,2 hektaru bylo postaveno na vrcholové plošině Otmíčské hory, která je součástí Hořovické pahorkatiny, v nadmořské výšce 360–401 metrů. Jeho plocha se od plošiny rozšiřuje směrem k severovýchodu. Opevnění člení hradiště na předhradí (1,4 hektaru) a akropolis (0,8 hektaru).
Akropole má podobu uměle zarovnané plošiny s rozměry 58 × 72 metrů. Vrstva nasypaného materiálu se východní straně opírala o hradbu, před kterou vede příkop hluboký až 0,8 metru. Hradba byla postavena z kamene a obloukovitě se stáčí k severu, kde se napojuje na úbočí kopce. Vstup do hradiště se pravděpodobně nacházel u jižního ukončení příkopu. Vnější opevnění tvoří přirozený skalnatý hřbet, ke kterému bylo přisypáno těleso hradby. Zda k hradišti patřila níže položená plošina na severozápadním úpatí vrchu nelze bez archeologického výzkumu rozhodnout.

## Přístup
Hradiště je volně přístupné, ale nevede k němu žádná turisticky značená trasa.